# فریدریش ویک
یوهان گوتلوب فریدریش ویک (به آلمانی: Johann Gottlob Friedrich Wieck) (زاده ۱۸ اوت ۱۷۸۵ — درگذشته ۶ اکتبر ۱۸۷۳) معلم پیانوی آلمانی بود. او پدر کلارا شومان بود که از کودکی نواختن پیانو را به کلارا آموخت و از او نوازنده ماهری ساخت. فریدریش ویک چندین سال نیز به روبرت شومان پیانو آموزش داد.